# Gorerita
La gorerita és un mineral de la classe dels òxids que pertany al subgrup de la hibonita. Rep el nom de Wadi Gorer, al desert del Nègueb, Israel.

## Característiques
La gorerita és un òxid de fórmula química CaAlFe3+11O19. Va ser aprovada com a espècie vàlida per l'Associació Mineralògica Internacional l'any 2019, i no va ser publicada fins a mitjans de 2024. Cristal·litza en el sistema hexagonal.
L'exemplar que va servir per a determinar l'espècie, el que es coneix com a material tipus, es troba conservat a les col·leccions del Museu Mineralògic Fersmann, de l'Acadèmia de Ciències de Rússia, a Moscou (Rússia), amb el número de registre: 5420/1.

## Formació i jaciments
Va ser descoberta a un indret anomenat "Olive unit", situat a la conca de l'Hatrurim, dins el Consell Regional de Tamar (Districte del Sud, Israel), l'únic a tot el planeta on ha estat descrita aquesta espècie mineral.